# Quyền LGBT ở Hy Lạp
Quyền đồng tính nữ, đồng tính nam, song tính và chuyển giới ở Hy Lạp đã phát triển đáng kể trong những năm qua, thiết lập nó thành một trong những quốc gia tự do nhất ở Đông Nam Âu. Phân biệt đối xử không còn phổ biến nữa, mặc dù người LGBT ở Hy Lạp vẫn có thể phải đối mặt với những thách thức xã hội mà những người không phải là LGBT không gặp phải. Mặc dù vậy, dư luận Hy Lạp về đồng tính luyến ái thường được coi là ngày càng tự do văn hóa, với các cặp đồng giới được công nhận hợp pháp kể từ năm 2015.
Cả nam và nữ cùng giới hoạt động tình dục đã hợp pháp ở Hy Lạp từ năm 1951 và luật chống phân biệt đối xử trong việc làm được ban hành vào năm 2005. Kể từ đó, luật chống phân biệt đối xử đã được mở rộng sang các lĩnh vực khác bao gồm bản dạng giới. Luật pháp ngôn từ thù địch và tội ác căm thù là một trong những luật cứng nhắc và toàn diện nhất trong Châu Âu. Vào năm 2015, kết hợp dân sự (tiếng Hy Lạp: σύμφωνο συμβίωσης; thỏa thuận chung sống) đã được hợp pháp hóa cho các cặp đồng giới, khiến các hộ gia đình đứng đầu bởi các cặp đồng giới đủ điều kiện cho nhiều người, nhưng không phải tất cả, các biện pháp bảo vệ và quyền hợp pháp dành cho các cặp vợ chồng khác giới. Vào năm 2017, người chuyển giới đã được cấp quyền thay đổi giới tính hợp pháp của họ mà không phải trải qua phẫu thuật thay đổi bộ phận sinh dục của họ để thay đổi khóa thẻ căn cước. Vào tháng 2 năm 2018, một tòa án quận ở Hy Lạp đã cấp cho một người không nhị phân quyền đối với tên trung lập về giới tính. Vào tháng 5 năm 2018, Quốc hội Hy Lạp đã thông qua luật cho phép các cặp đồng giới có quyền chăm sóc nuôi dưỡng trẻ em.
Văn hóa đồng tính sôi động ở thủ đô của Athens, đặc biệt là ở khu phố đồng tính của Gazi, ở Thessaloniki và quần đảo Hy Lạp. Hòn đảo Mykonos được biết đến trên toàn thế giới với cảnh đồng tính nam. Có bốn cuộc diễu hành niềm tự hào LGBT được tổ chức hàng năm, tại Athens, Thessaloniki, Patras và Heraklion, thủ đô của đảo Crete. Lớn nhất trong số họ, Athens Pride, đã chứng kiến sự tham gia kỷ lục vào năm 2015, và sự tham dự của nhiều nhân vật công cộng bao gồm Chủ tịch Quốc hội Hy Lạp và Thị trưởng Athens.
Theo báo cáo năm 2018 do ILGA-Châu Âu thực hiện, đánh giá quyền LGBT ở các nước châu Âu, Hy Lạp đã đạt được những cải thiện cao nhất trong số 49 quốc gia về tình hình chính sách và pháp lý của người LGBT trong giai đoạn 2014-2018, với tổng thể điểm 52%.

## Bảng tóm tắt
| Đề tài | Đề tài | Đề tài | Đề tài | Đề tài | Trạng thái                                                                                     |
| --- | --- | --- | --- | --- | ---------------------------------------------------------------------------------------------- |
| Hoạt động tình dục đồng giới hợp pháp                                                                                       | Hoạt động tình dục đồng giới hợp pháp                                                                                       | Hoạt động tình dục đồng giới hợp pháp                                                                                       | Hoạt động tình dục đồng giới hợp pháp                                                                                       | Hoạt động tình dục đồng giới hợp pháp                                                                                       | (Từ năm 1951)                                                                                  |
| Độ tuổi đồng ý | Độ tuổi đồng ý | Độ tuổi đồng ý | Độ tuổi đồng ý | Độ tuổi đồng ý | (Từ năm 2015)                                                                                  |
| Luật chống phân biệt đối xử trong việc làm                                                                                  | Luật chống phân biệt đối xử trong việc làm                                                                                  | Luật chống phân biệt đối xử trong việc làm                                                                                  | Luật chống phân biệt đối xử trong việc làm                                                                                  | Luật chống phân biệt đối xử trong việc làm                                                                                  | (Từ năm 2005)                                                                                  |
| Luật chống phân biệt đối xử trong việc cung cấp hàng hóa và dịch vụ                                                         | Luật chống phân biệt đối xử trong việc cung cấp hàng hóa và dịch vụ                                                         | Luật chống phân biệt đối xử trong việc cung cấp hàng hóa và dịch vụ                                                         | Luật chống phân biệt đối xử trong việc cung cấp hàng hóa và dịch vụ                                                         | Luật chống phân biệt đối xử trong việc cung cấp hàng hóa và dịch vụ                                                         | (Từ năm 2014)                                                                                  |
| Luật chống phân biệt đối xử trong tất cả các lĩnh vực khác (bao gồm phân biệt đối xử gián tiếp, ngôn từ kích động thù địch) | Luật chống phân biệt đối xử trong tất cả các lĩnh vực khác (bao gồm phân biệt đối xử gián tiếp, ngôn từ kích động thù địch) | Luật chống phân biệt đối xử trong tất cả các lĩnh vực khác (bao gồm phân biệt đối xử gián tiếp, ngôn từ kích động thù địch) | Luật chống phân biệt đối xử trong tất cả các lĩnh vực khác (bao gồm phân biệt đối xử gián tiếp, ngôn từ kích động thù địch) | Luật chống phân biệt đối xử trong tất cả các lĩnh vực khác (bao gồm phân biệt đối xử gián tiếp, ngôn từ kích động thù địch) | (Từ năm 2014)                                                                                  |
| Luật chống phân biệt đối xử bao gồm bản dạng giới trong tất cả các lĩnh vực                                                 | Luật chống phân biệt đối xử bao gồm bản dạng giới trong tất cả các lĩnh vực                                                 | Luật chống phân biệt đối xử bao gồm bản dạng giới trong tất cả các lĩnh vực                                                 | Luật chống phân biệt đối xử bao gồm bản dạng giới trong tất cả các lĩnh vực                                                 | Luật chống phân biệt đối xử bao gồm bản dạng giới trong tất cả các lĩnh vực                                                 | (Từ năm 2014)                                                                                  |
| Phân biệt đối xử dựa trên đặc điểm giới tính bị cấm                                                                         | Phân biệt đối xử dựa trên đặc điểm giới tính bị cấm                                                                         | Phân biệt đối xử dựa trên đặc điểm giới tính bị cấm                                                                         | Phân biệt đối xử dựa trên đặc điểm giới tính bị cấm                                                                         | Phân biệt đối xử dựa trên đặc điểm giới tính bị cấm                                                                         | (Từ năm 2015)                                                                                  |
| Tội ác căm thù và ngôn từ kích động thù địch dựa trên xu hướng tính dục, bản dạng giới tính và đặc điểm giới tính bị cấm    | Tội ác căm thù và ngôn từ kích động thù địch dựa trên xu hướng tính dục, bản dạng giới tính và đặc điểm giới tính bị cấm    | Tội ác căm thù và ngôn từ kích động thù địch dựa trên xu hướng tính dục, bản dạng giới tính và đặc điểm giới tính bị cấm    | Tội ác căm thù và ngôn từ kích động thù địch dựa trên xu hướng tính dục, bản dạng giới tính và đặc điểm giới tính bị cấm    | Tội ác căm thù và ngôn từ kích động thù địch dựa trên xu hướng tính dục, bản dạng giới tính và đặc điểm giới tính bị cấm    | Yes                                                                                            |
| Giáo dục giới tính trong trường học bao gồm xu hướng tính dục và bản dạng giới                                              | Giáo dục giới tính trong trường học bao gồm xu hướng tính dục và bản dạng giới                                              | Giáo dục giới tính trong trường học bao gồm xu hướng tính dục và bản dạng giới                                              | Giáo dục giới tính trong trường học bao gồm xu hướng tính dục và bản dạng giới                                              | Giáo dục giới tính trong trường học bao gồm xu hướng tính dục và bản dạng giới                                              | (Từ năm 2017)                                                                                  |
| Hôn nhân đồng giới hợp pháp/được công nhận                                                                                  | Hôn nhân đồng giới hợp pháp/được công nhận                                                                                  | Hôn nhân đồng giới hợp pháp/được công nhận                                                                                  | Hôn nhân đồng giới hợp pháp/được công nhận                                                                                  | Hôn nhân đồng giới hợp pháp/được công nhận                                                                                  | / (Hôn nhân đồng giới được thực hiện tại EU được công nhận cho mục đích cư trú kể từ năm 2018) |
| Các cặp đồng giới hợp pháp/được công nhận                                                                                   | Các cặp đồng giới hợp pháp/được công nhận                                                                                   | Các cặp đồng giới hợp pháp/được công nhận                                                                                   | Các cặp đồng giới hợp pháp/được công nhận                                                                                   | Các cặp đồng giới hợp pháp/được công nhận                                                                                   | (Từ năm 2015)                                                                                  |
| Con nuôi của các cặp vợ chồng đồng giới                                                                                     | Con nuôi của các cặp vợ chồng đồng giới                                                                                     | Con nuôi của các cặp vợ chồng đồng giới                                                                                     | Con nuôi của các cặp vợ chồng đồng giới                                                                                     | Con nuôi của các cặp vợ chồng đồng giới                                                                                     | No                                                                                             |
| Con nuôi chung của các cặp đồng giới                                                                                        | Con nuôi chung của các cặp đồng giới                                                                                        | Con nuôi chung của các cặp đồng giới                                                                                        | Con nuôi chung của các cặp đồng giới                                                                                        | Con nuôi chung của các cặp đồng giới                                                                                        | No                                                                                             |
| Nhận con nuôi bởi các cá nhân LGBT                                                                                          | Nhận con nuôi bởi các cá nhân LGBT                                                                                          | Nhận con nuôi bởi các cá nhân LGBT                                                                                          | Nhận con nuôi bởi các cá nhân LGBT                                                                                          | Nhận con nuôi bởi các cá nhân LGBT                                                                                          | (Từ năm 1996)                                                                                  |
| Chăm sóc nuôi dưỡng bởi các cặp đồng giới                                                                                   | Chăm sóc nuôi dưỡng bởi các cặp đồng giới                                                                                   | Chăm sóc nuôi dưỡng bởi các cặp đồng giới                                                                                   | Chăm sóc nuôi dưỡng bởi các cặp đồng giới                                                                                   | Chăm sóc nuôi dưỡng bởi các cặp đồng giới                                                                                   | (Từ năm 2018)                                                                                  |
| Người LGBT được phép phục vụ công khai trong quân đội                                                                       | Người LGBT được phép phục vụ công khai trong quân đội                                                                       | Người LGBT được phép phục vụ công khai trong quân đội                                                                       | Người LGBT được phép phục vụ công khai trong quân đội                                                                       | Người LGBT được phép phục vụ công khai trong quân đội                                                                       | (Từ năm 2002)                                                                                  |
| Quyền thay đổi giới tính hợp pháp                                                                                           | Quyền thay đổi giới tính hợp pháp                                                                                           | Quyền thay đổi giới tính hợp pháp                                                                                           | Quyền thay đổi giới tính hợp pháp                                                                                           | Quyền thay đổi giới tính hợp pháp                                                                                           | (Từ năm 2010)                                                                                  |
| Triệt sản và Chuyển đổi giới tính không cần thiết cho việc thay đổi giới tính hợp pháp                                      | Triệt sản và Chuyển đổi giới tính không cần thiết cho việc thay đổi giới tính hợp pháp                                      | Triệt sản và Chuyển đổi giới tính không cần thiết cho việc thay đổi giới tính hợp pháp                                      | Triệt sản và Chuyển đổi giới tính không cần thiết cho việc thay đổi giới tính hợp pháp                                      | Triệt sản và Chuyển đổi giới tính không cần thiết cho việc thay đổi giới tính hợp pháp                                      | Yes                                                                                            |
| Trung tính giới tính tên trên giấy khai sinh                                                                                | Trung tính giới tính tên trên giấy khai sinh                                                                                | Trung tính giới tính tên trên giấy khai sinh                                                                                | Trung tính giới tính tên trên giấy khai sinh                                                                                | Trung tính giới tính tên trên giấy khai sinh                                                                                | (Từ năm 2018)                                                                                  |
| Liệu pháp chuyển đổi bị cấm theo luật                                                                                       | Liệu pháp chuyển đổi bị cấm theo luật                                                                                       | Liệu pháp chuyển đổi bị cấm theo luật                                                                                       | Liệu pháp chuyển đổi bị cấm theo luật                                                                                       | Liệu pháp chuyển đổi bị cấm theo luật                                                                                       | No                                                                                             |
| Đồng tính luyến ái, Chuyển đổi giới tính và Giả trang giải mật các bệnh                                                     | Đồng tính luyến ái, Chuyển đổi giới tính và Giả trang giải mật các bệnh                                                     | Đồng tính luyến ái, Chuyển đổi giới tính và Giả trang giải mật các bệnh                                                     | Đồng tính luyến ái, Chuyển đổi giới tính và Giả trang giải mật các bệnh                                                     | Đồng tính luyến ái, Chuyển đổi giới tính và Giả trang giải mật các bệnh                                                     | [ 14 ]                                                                                         |
| Truy cập IVF cho các cặp đồng tính nữ                                                                                       | Truy cập IVF cho các cặp đồng tính nữ                                                                                       | Truy cập IVF cho các cặp đồng tính nữ                                                                                       | Truy cập IVF cho các cặp đồng tính nữ                                                                                       | Truy cập IVF cho các cặp đồng tính nữ                                                                                       | No                                                                                             |
| Mang thai hộ cho các cặp đồng tính nam                                                                                      | Mang thai hộ cho các cặp đồng tính nam                                                                                      | Mang thai hộ cho các cặp đồng tính nam                                                                                      | Mang thai hộ cho các cặp đồng tính nam                                                                                      | Mang thai hộ cho các cặp đồng tính nam                                                                                      | (Cấm bất kể xu hướng tình dục)                                                                 |
| NQHN được phép hiến máu | NQHN được phép hiến máu | NQHN được phép hiến máu | NQHN được phép hiến máu | NQHN được phép hiến máu | No                                                                                             |